# Silisjoki
Silisjoki (nordsamisk: Silisjohka, enaresamisk: Silesjuuhâ, skoltesamisk: Silisjokk) är ett vattendrag i Finland.   Det ligger i landskapet Lappland, i den norra delen av landet, 1 100 km norr om huvudstaden Helsingfors. Silesjuuha ligger vid sjön Opukasjärvi.